# Marian Kukiel
Marian Włodzimierz Kukiel (Dąbrowa Tarnowska, 15 maggio 1885 – Londra, 15 agosto 1972) è stato uno storico e generale polacco.

## Biografia
Fuggito dalla Polonia durante l'invasione nazista del 1939, dal 1940 al 1942 fu comandante in capo del Corpo d'Armata polacco in Scozia. Nel settembre 1942 divenne ministro della Guerra del Governo polacco in esilio a Londra, mantenendo tale incarico fino allo scioglimento del Governo, nel luglio 1945.